# Giomar Helena Borrero
Giomar Helena Borrero Pérez es una bióloga marina colombiana, receptora de una beca L'Oréal-UNESCO a Mujeres en Ciencia en el año 2012 por su labor investigativa enfocada en la conservación de los holoturoideos o pepinos de mar en las costas del Caribe colombiano, convirtiéndose en la sexta científica colombiana en obtener dicho reconocimiento.

## Biografía

### Formación académica
Borrero nació en Mitú, capital del departamento de Vaupés. Mediante una beca otorgada por la compañía Ecopetrol, logró ingresar a la Universidad Jorge Tadeo Lozano en la ciudad de Bogotá para cursar una carrera de Biología Marina. A mediados de la década de 2000 se trasladó a España para cursar un Doctorado en Biodiversidad y Gestión Ambiental en la Universidad de Murcia. Allí empezó a investigar la especie Holothuroidea, más conocida como pepino de mar.

### Carrera

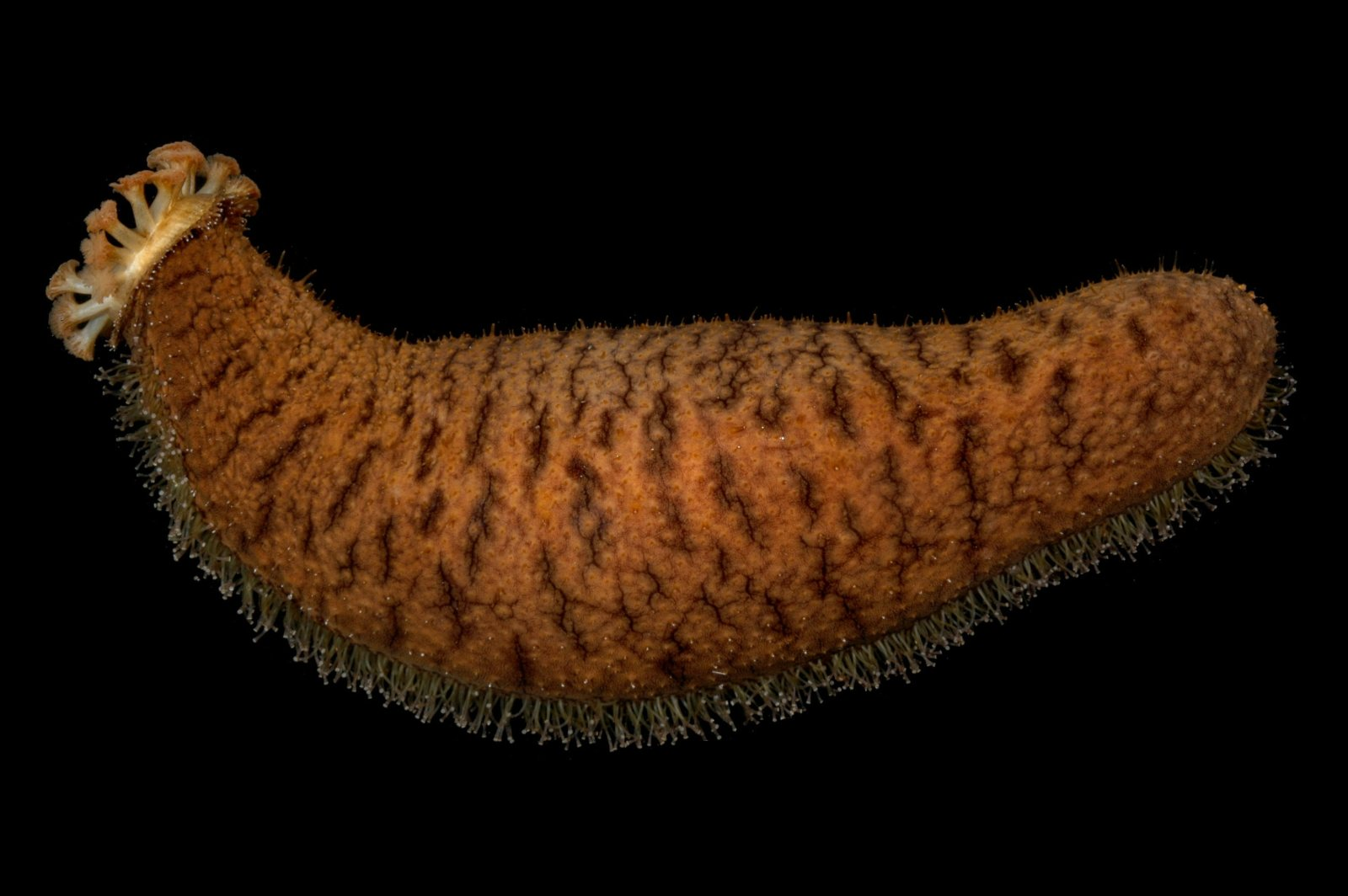
Un holoturoideo o pepino de mar, especie estudiada por Giomar Borrero.

Realizó su pasantía en el Instituto de Investigaciones Marinas y Costeras José Benito Vives de Andréis en la ciudad de San Andrés, desempeñándose además como curadora general del Museo de Historia Natural Marina de Colombia. En 1999 realizó otra pasantía en la Universidad Nacional Autónoma de México, relacionada con el estudio de los equinodermos. Su labor investigativa principal se ha enfocado en el estudio de los holoturoideos o pepinos de mar, especie presente en la costa Caribe colombiana que es pescada indiscriminadamente. Sus esfuerzos se han centrado en implementar un proyecto que permita el aprovechamiento de la especie sin atentar contra su biodiversidad.

## Premios y reconocimientos
- 1992 - Beca Bachilleres por Colombia, Empresa Colombiana de Petróleos
- 2003 - Premio Jóvenes Investigadores, Colciencias
- 2004 - Beca AlBan, Comisión Europea
- 2012 - Beca L'Oréal-UNESCO a Mujeres en Ciencia